# Lago de borde
Los lagos de borde (en neerlandés: Randmeren), en los Países Bajos, son una cadena de lagos que separan el Flevopolder de las antiguas tierras de las provincias de Güeldres y Utrecht y Noordoostpolder.
Estrictamente hablando, no se trata de varios lagos, separados unos de otros, si no de un gran cuerpo de agua localizado entre las antiguas tierrasy los nuevos polders, divididos por su nombre en varios lagos, en los que la «frontera» a veces está formada por puentes, a veces por esclusas y a veces por nada material.
El propósito de estos lagos de borde es aislar la gestión de las aguas del pólder de las antiguas tierras que lo rodean.  Al realizar un pólder, el nivel del suelo del mismo está por debajo del nivel del suelo de las tierras circundantes. Cuando se conecta el pólder directamente a esas tierras, como se ha hecho entre el Noordoostpolder, Overijssel y Frisia, al este, y entre el Wieringermeerpolder y Holanda Septentrional, al este, el nivel del agua de las antiguas tierras desciende, lo que provoca un secado de los suelos. Además, el agua fluye hacia las tierras nuevos del pólder, creando así una zona muy húmeda, especialmente en los bordes del pólder.  El drenaje puede ser una solución para evitar la humectación extrema del pólder, pero esta técnica solo aumenta los problemas de las tierras antiguas. Mediante la creación de un lago de borde lo suficientemente grande entre el pólder y las tierras, la presión y el nivel del agua del «continente» permanecen iguales. El pólder tendrá una gestión del agua independiente .
Históricamente, esta técnica no fue aplicado a los pólderes Noordoostpolder y de Wieringermeer.  Se realizaron estudios para crear lagos de borde para separar los pólderes de las tierras. En el caso del Noordoostpolder, el proyecto fue abandonado debido al costo excesivo.  El proyecto  Wieringerrandmeer entre el Wieringermeer y Wieringen  todavía está en estudio con la provincia de Holanda Septentrional.
Los lagos de borde que rodean Zuidelijk y Oostelijk Flevoland ofrecen muchas oportunidades de recreo y de creación de nueva naturaleza.

## Lista de los lagos que bordean los pólderes de Flevoland
De suroeste a norte, son los siguientes:  IJmeer - Gooimeer - Eemmeer - Nijkerkernauw - Nuldernauw - Wolderwijd - Veluwemeer - Drontermeer - Ketelmeer.
NB.: «Nauw» indica una parte estrecha de la extensión de agua y «Wijd»' indica una parte ancha.